# 標津町
標津町（日语：／ Shibetsu chō */?）為日本北海道根室振兴局標津郡的町，東側面向根室海峽，可從海岸遠眺國後島。野付半島位於南部，與風蓮湖同被劃入野付風蓮道立自然公園的範圍內。當地以農業、漁業和酪農業為主，與近鄰的中標津町、別海町串聯成酪農業地區。農業方面以種植甜菜為主，漁業則以鮭魚和扇貝為主，每年秋天的鮭魚漁獲量為日本第一。標津町也是日本最美麗的村莊聯盟成員之一。
名稱來自阿伊努語的「si-pet」（大河）或「sipe-ot」（鮭魚很多）。由於日文發音與上川支廳士別市同樣為，為了避免混淆，電視或廣播中以「根室標津」稱呼標津町，「武士士別」（サムライ士別）稱呼士別市。

## 地理
標津町位於根室支廳中部，釧路市東北約120公里，根室市西北約95公里，中標津町東約20公里位置。北接羅臼町，西北以斜里岳和知床山脈和與斜里町、清里町分隔。西南方為中標津町，南側為別海町。西半部為知床山脈和根釧台地，東半部為低濕平原，有標津川、忠類川等中小型河川。該町屬於日本眾議院選舉區的北海道第７區，天氣預報中劃分為根室北部。

## 人口
| 標津町人口分布圖 |                                               |  |
| 標津町與日本全國年齡別人口分布比較圖 （2005年資料） | 標津町的年齡、男女別人口分布圖 （2005年資料） |  |
| ■紫色是標津町 ■綠色是全国 | ■藍色是男性 ■紅色是女性                       |  |
| 標津町人口變化 \| 1970年 \| 8,001人 \| \| \| 1975年 \| 7,781人 \| \| \| 1980年 \| 7,730人 \| \| \| 1985年 \| 7,577人 \| \| \| 1990年 \| 7,310人 \| \| \| 1995年 \| 7,087人 \| \| \| 2000年 \| 6,298人 \| \| \| 2005年 \| 6,063人 \| \| \| 2010年 \| 5,646人 \| \| \| 2015年 \| 5,242人 \| \| \| 2020年 \| 5,023人 \| \| |                                               |  |
| 資料來源：日本總務省統計中心提供之人口普查數據 |                                               |  |
| 1970年 | 8,001人                                       |  |
| 1975年 | 7,781人                                       |  |
| 1980年 | 7,730人                                       |  |
| 1985年 | 7,577人                                       |  |
| 1990年 | 7,310人                                       |  |
| 1995年 | 7,087人                                       |  |
| 2000年 | 6,298人                                       |  |
| 2005年 | 6,063人                                       |  |
| 2010年 | 5,646人                                       |  |
| 2015年 | 5,242人                                       |  |
| 2020年 | 5,023人                                       |  |

## 產業
由於標津町具有豐富的森林資源，因此除農業和酪農業之外，當地也盛行林業。
農業以畜牧業為主，連同鄰近的中標津町和別海町形成酪農區。也種植甜菜。森林資源豐富，林業發達。自古以來漁業繁榮，鮭魚的捕撈量很大，其中秋季鮭魚的捕撈量在日本名列前茅。鮭魚和鱒魚的年捕撈量約為 17,000 噸（約 530 萬條魚）。扇貝產量也頗豐。標津町民每年可免費領到一次鮭魚。但與鄰近的羅臼町不同，標津町並不採收昆布等藻類。

## 歷史
- 1879年：設置標津外六村戶長役場[5]，管轄標津、伊茶仁、薰別、崎無異、忠類、植別六村。
- 1901年：植別村獨立設置植別村戶長役場（現在的羅臼町）。
- 1923年4月1日：成為二級村，標津外五村戶長役場改稱為標津村公所。[6]
- 1937年：國鐵標津線延伸至根室標津站。
- 1946年7月1日：中標津村（現在的中標津町）自標津村分割獨立設置。
- 1958年1月1日：改制為標津町。
- 1989年：JR標津線停駛。

## 交通

### 機場
- 中標津機場（位於中標津町）

### 鐵路
- 目前轄區無鐵路經過，距離最近的車站為：
  - 標茶町的北海道旅客鐵道釧網本線標茶站
- 標津線：已於1989年4月30日廢線

### 道路
| 一般國道 - 國道244號 - 國道272號 - 國道335號 | 道道 - 北海道道737號標津停車場線 - 北海道道774號川北中標津線 - 北海道道863號川北茶志骨線 - 北海道道950號野付風蓮公園線 - 北海道道975號開陽川北線 - 北海道道1145號薰別川北線 |

## 觀光資源
觀光
- 川北溫泉（日语：川北温泉）
- 薰別溫泉
- 野付半島
- 標津鮭魚公園（日语：標津サーモン科学館）
- 波河史蹟自然公園

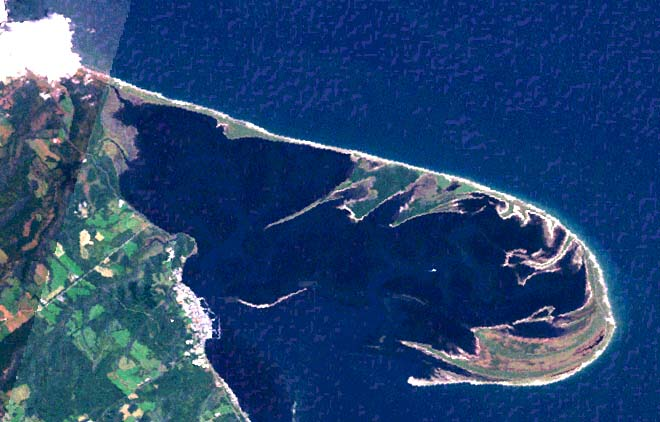
野付半島空照圖

- 音樂道路：位於町道川北北七線的道道774號線T字路附近，地面開有特定的溝槽，以限速前進時，會播放加藤登紀子的「知床旅情」

文化遺產
- 標津遺跡群（日语：標津遺跡群）（國指定史跡）：、古道遺跡、三本木遺跡
- 標津濕原（日语：標津湿原）（國指定天然記念物）

## 教育
高等學校
- 北海道標津高等學校（日语：北海道標津高等学校）

中學校
- 標津町立川北中學校
- 標津町立標津中學校

小學校
- 中標津町立川北小學校
- 中標津町立標津小學校

## 姊妹、友好都市

### 日本
- 大畑町（日语：大畑町） （青森縣下北郡，現陸奧市）：大畑町已於2005年併入陸奧市，友好都市關係已解除

## 本地出身的名人
- 大菅小百合（競速溜冰選手 ）
- 椙田圭輔（美式足球選手）